# Сотилис, Наполеон
Наполеон Сотилис (греч. Ναπολέων Σωτήλης, 1860—1953) — греческий генерал-лейтенант.
В Балканских войнах командовал VII пехотной дивизией, впоследствии принял командование V, а затем II корпусом армии.

## Молодость
Наполеон Сотилис родился в городе Нафплион в 1860 году.
Поступил в Военное училище эвэлпидов, которое окончил 1881 году в звании младшего лейтенанта инженерного корпуса. Продолжил своё военное образование во Франции.
Принял участие в «странной», сколь и кратковременной, греко-турецкой войне 1897 года, в которой отличился на поле боя и был повышен в звание майора.
Впоследствии служил при разных штабах, включая генштаб армии, а затем возглавил в училище офицеров резервистов на острове Керкира.

## Участие в Балканских войнах

### В Первой Балканской войне
В 1912 году, с началом Первой Балканской войны, Сотилас служил в генштабе армии, в качестве заместителя начальника штаба и начальника службы тыла
В звании полковника принял у К. Клеоменуса командование VII дивизией, после того как она первой вошла в столицу Македонии, город Фессалоники:31.

### Накануне Второй Балканской войны
Болгария оставалась неудовлетворённой результатами Первой Балканской войны, в особенности в Македонии, и вынашивала планы военных действий против своих союзников, Сербии и Греции.
VII дивизия была расположена в горах Пангео и находилась в непосредственном контакте с болгарской армией. Инциденты с болгарами были ежедневными. Но поскольку страны и армии номинально оставались союзными, командование дивизии не ожидало серьёзного столкновения и было застигнуто врасплох.
8/21 мая 1913 года большие силы «союзной» болгарской армии совершили внезапную атаку против греческих позиций на Пангео и около города Нигрита.
VII дивизия, бывшая в авангарде, подверглась мощному удару и отступила в беспорядке.
Прибывший на помощь комдив I дивизии, генерал Э. Манусоянакис рапортовал что «дивизия была разложена», ему с трудом удалось собрать части и что весь северо-восток Пангео был занят болгарами:150.
События обеспокоили греческое руководство, которое сочло их предвестником новой войны.
На министерском совете премьер-министр Э. Венизелос заявил, что «Греция по существу находится в состоянии необъявленной войны с Болгарией»:150.
События ускорили подписание 19 мая/1 июня 1913 года греко-сербского военного союза, что не осталось в секрете от болгарского командования, прибывшего в Салоники для подписания «какого либо перемирия на Пангео»:152.

### Начало Второй Балканской войны
В ночь с 15/28 на 16/29 июня 1913 года, по прямому приказу болгарского короля командующему болгарской армии, который не информировал об этом своего премьер-министра, болгарская армия обрушилась на своих бывших союзников, сербов и греков:154.
Болгары попытались вклиниться в регионе города Гевгелия между сербскими и греческими (I, VI, VII и X дивизии) войсками:155.
Несмотря на неожиданность удара, и сербы и греки перешли от обороны к контрнаступлению.
20 июня /3 июля VII дивизия Сотилиса заняла Нигриту, где в плен были взяты 1500 болгар:158.

### Освобождение города Серре

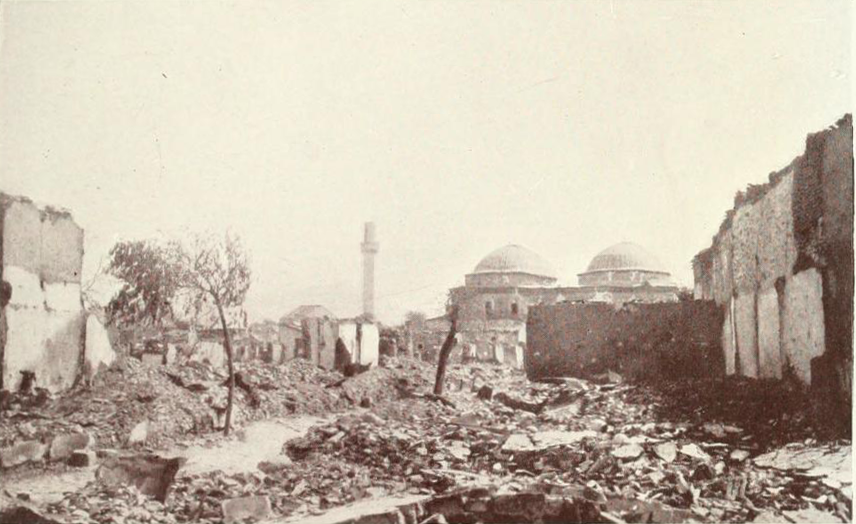
Сожжёный болгарами город Серре.

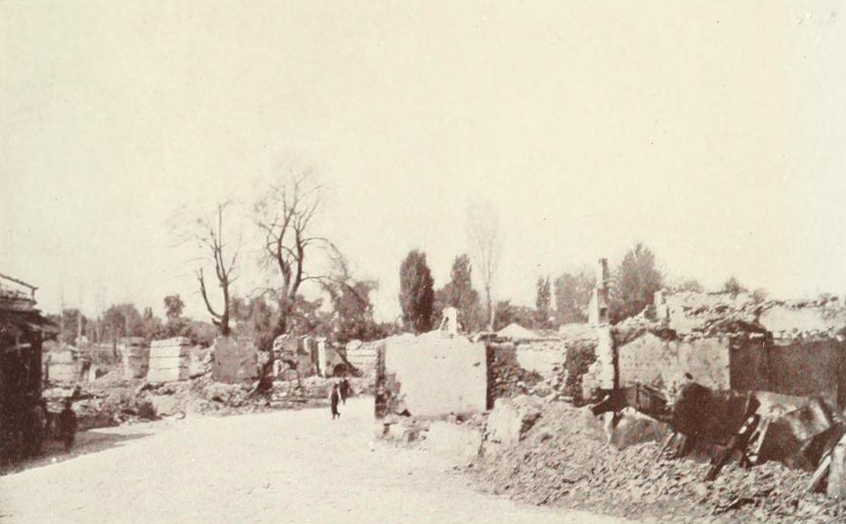
Сожжёный болгарами город Серре.

После греческих побед при Килкисе и при Лахана (21 июня 1913 года), болгарское командование осознало, что следующей целью греческой армии будет город Серре.
После победы при Дойране (22-23 июня) греческая армия вступила в долину реки Стримонас.
VII дивизия Сотилиса оставалась в Нигрите, расположенной всего лишь в 25 км от Серр, поскольку болгары разрушили мост, пытаясь задержать продвижение дивизии Сотилиса.
Между тем, с 20 июня болгары начали аресты видных граждан Серр, 5 из которых были найдены позже зверски убитыми.
Митрополит Серр, Апостолос, был под домашним арестом и был предупреждён болгарами удержать население от выступлений, иначе они сожгут город.
22 июня болгарские власти начали оставлять Серре, оставив город на произвол болгарских иррегулярных чет.
24 июня жители Серр, около тысячи греков и турок, сформировали милицию, для защиты города от налётов болгар.
Во главе милиции, по указанию митрополита Апостолоса, был поставлен турецкий полковник Айя-бей, вернувшийся из греческого плена после окончания Первой Балканской войны. Милиция успешно отражала налёты иррегулярных болгарских чет и не позволяла маленьким отрядам болгарской армии войти в город.
Болгары попытались оказать сопротивление греческой армии перед городом Демир Хисар (Сидирокастро) 26-27 июня, после чего отступили, подвергнув предварительно жителей этого города резне.
Вечером 27 июня отступавшие болгарские части расположили свою артиллерию на высотах вокруг Серр.
Утром 28 июня начался артиллерийский обстрел Серр.
Жители в панике бежали к реке Стримонас, где VII дивизия Сотилиса восстанавливала мост.
Милиция города пыталась оказать сопротивление регулярным болгарским частям, но необученные военному делу милиционеры были лёгкой добычей для ворвавшихся в город болгарских кавалеристов.
150 жителей города, нашедших убежище в австрийском консульстве, и 600 жителей, нашедших убежище в итальянском консульстве, были взяты в плен, но были освобождены вместе с консулами после получения выкупа.
Центр города был подожжён по приказу болгарского полицейского офицера Карагёзова.
Из 6 тысяч домов города, сгорели 4 тысячи. Из 24 церквей города сгорели 21. В сожжённых домах впоследствии было найдено до 100 обугленных трупов беспомощных стариков, больных, беременных, младенцев.
Вечером того же дня VII дивизия Сотилиса форсировала реку и вступила в разрушенный город с запада, в то время как болгары спешно оставляли его, отступая к северу.
В тот же вечер, комдив VII дивизии. Сотилис, докладывал в генштаб греческой армии: «Город Серр полностью сожжён, за исключением турецкого и еврейского кварталов. Многие женщины и дети найдены убитыми и обугленными в своих домах. В городе нет хлеба. Абсолютная необходимость принятия мер для пропитания населения. Бездомные превышают 20.000 человек».
На следующий день, 29 июня, принимая официально город под свой контроль, Сотилис издал воззвание к его жителям:
«Во имя короля эллинов Константина, освобождаю Серры от ига варваров и гнусных захватчиков, приглашаю всех жителей, независимо от расы, языка и религии, вернуться к своим мирным занятиям, будучи уверенными, что под скиптром Его Величества нашего короля, и под защитой его мужественной армии, они будут пользоваться абсолютным равенством и обеспечат свою честь и имущество»

### В Кресненском ущелье

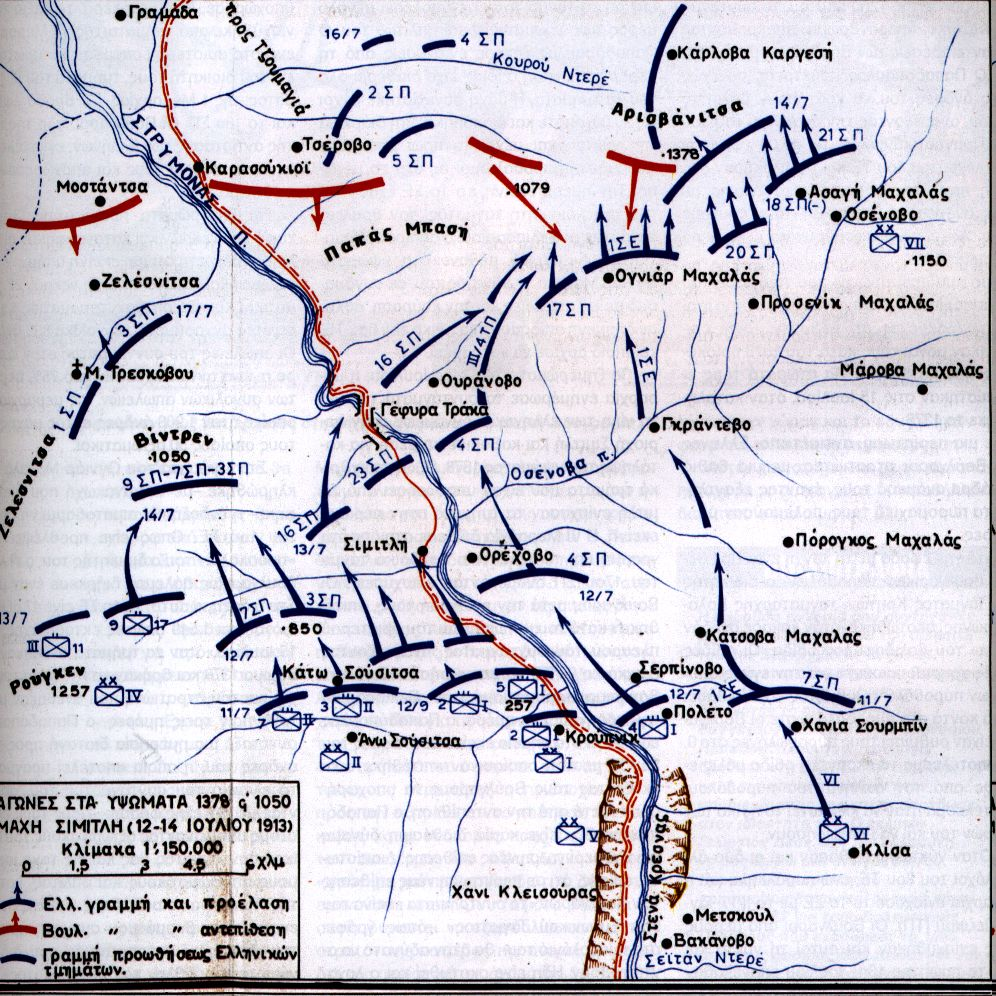
Наступление греческой армии в Кресненском ущелье. В верхнем правом углу высота 1378 и позиции VII дивизии на 14 июля 1913 года

5 июля 15-й полк VII дивизии Сотилиса, сражавшейся на правом фланге греческой армии, дал бой на подступах к городу Неврокоп.
Восхищённый мужеством солдат 3-го батальона полка, под командованием Д. Дулиса, вынудившего болгар к отступлению, Сотилис воскликнул: «С такой армией мы без проблем дойдём до Константинополя».
VIII дивизия Сотилиса приняла участие в сражении в Кресненском ущелье (8-18 июля 1913) и в бою за высоту 1378, который Т. Пангалос именовал самым жестоким боем греческой армии на всём протяжении Балканских войн.
В этом двухдневном бою, 12-14 июля, за высоту 1378, два гвардейских полка, полк болгарской королевской гвардии и I полк эвзонов Д. Пападопулоса взаимно истребили друг друга:164.
Своевременная атака VII дивизии Сотилиса опрокинула болгар, и утром 15 июля высота осталась в греческих руках.
Ночью болгарские войска отступили на север, тем самым открыв дорогу на Горну Джумаю, которая и была занята греческой армией на следующий день:165.

### На подступах к Софии

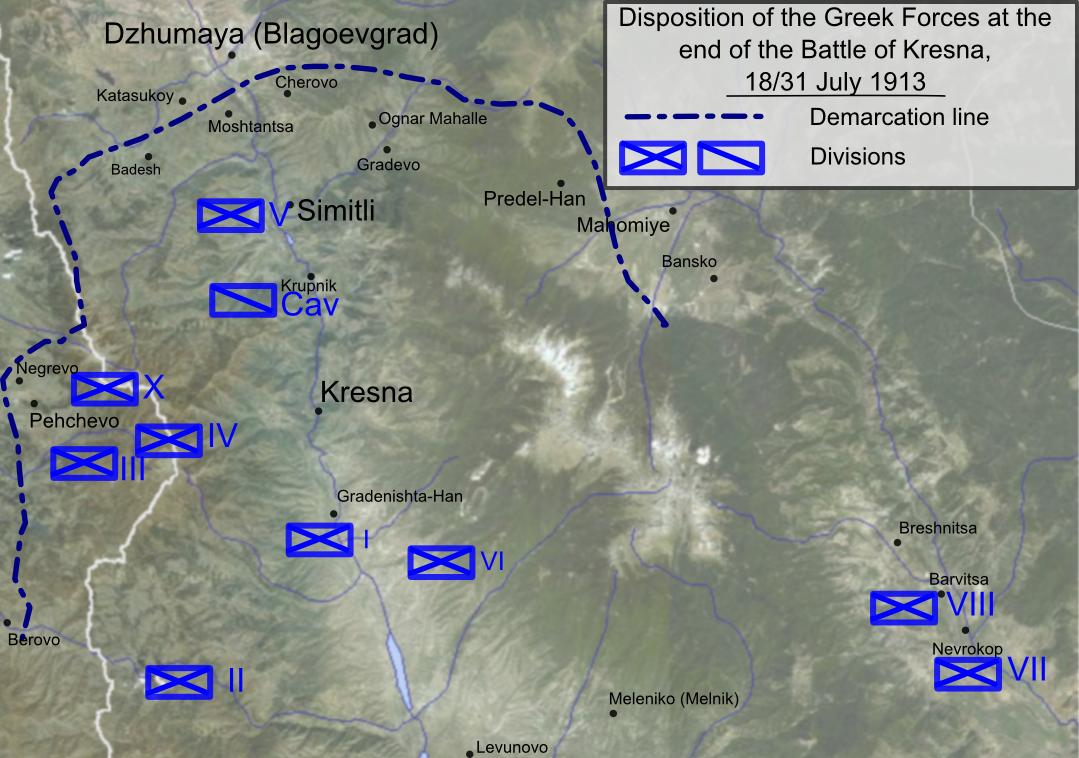
В нижнем правом углу расположение VII и VIII дивизий (обе под командованием Н. Сотилиса) после перемирия 18/31 июля 1913 года.

Осознав угрозу своей столице, болгарское командование было вынуждено оголить сербский фронт и перебросило против наступающей греческой армии свою IV армию.
Греческая армия выдержала натиск в бою вокруг Печово и стабилизировало свои позиции. VII дивизия сражалась на крайнем правом фланге греческой армии:179.
В бою при Предел Хане — Капатнике, 17 июля 1913 года, от 15-го полка дивизии в строю осталось только 200 человек, которые однако обороной и штыковой контратакой, под командование Д. Дулиса сумели удержать свои позиции до прибытия подкреплений.
Греческая армия вновь отбила Печово и Горну Джумаю:183.
18/31 июля 1913 было объявлено перемирие, после которого VII дивизия Сотилиса и VIII дивизия расположились в районе городов Барвица и Неврокоп.
19 июля Сотилис принял командование временного соединения из VII и VIII дивизий

## В период Первой мировой войны
По окончании Второй Балканской войны Сотилис со своей VII дивизией оставался в городе Кавала.
После начала Первой мировой войны и мобилизации греческой армии в 1915 году, Сотилис принял командование V а затем II армейскими корпусами
В период Национального раскола Сотилис был в числе противников вступления Греции в войну на стороне Антанты и, будучи сторонником короля Константина, выступал против премьер-министра Э. Венизелоса:507.
После того как в июне 1917 года король Константин был изгнан и к власти пришёл Венизелос, Сотилис был отправлен в отставку.

## В период Малоазийского похода
В 1919 году, по мандату Антанты, Греция заняла западное побережье Малой Азии. Севрский мирный договор 1920 года закрепил регион за Грецией с перспективой решения его судьбы через 5 лет на референдуме населения:16.
Завязавшиеся здесь бои с кемалистами приобрели характер войны, которую греческая армия была вынуждена вести уже в одиночку. Из союзников Италия с самого начала поддерживала кемалистов. Франция, решая свои задачи, стала также оказывать им поддержку. Но греческая армия прочно удерживала свои позиции.
Геополитическая ситуация изменилась коренным образом и стала роковой для греческого населения Малой Азии после парламентских выборов в Греции в ноябре 1920 года. Под лозунгом «мы вернём наших парней домой» на выборах победила монархистская «Народная партия». Возвращение в Грецию германофила Константина освободило союзников от обязательств по отношению к Греции. Не находя дипломатического решения в вопросе с греческим населением Ионии, в совсем иной геополитической обстановке, правительство монархистов продолжило войну. Напрягая свои ограниченные людские ресурсы, Греция мобилизовала ещё 3 призыва в армию.
Сотилис был отозван в действующую армию, но ему не пришлось воевать в Малой Азии — ему было поручено командование немногочисленными пограничными соединениями в Западной Македонии
В 1921 году, правительство монархистов, торопившееся закончить войну, предприняло «Весеннее наступление» и сразу затем «Большое летнее наступление».
В самом большом сражении войны при Афьонкрарахисаре — Эскишехире, греческая армия одержала победу, но турки отошли к Анкаре, создав тем самым правительству монархистов дилемму — что делать дальше.
Несмотря на свои ограниченные силы, греческая армия совершила «эпический поход»:82, проявила свои боевые качества, понесла тяжёлые потери в ходе последовавшего «эпического сражения», где победа была близка:357, но исчерпав все свои материальные ресурсы, и не располагая материальными и людскими резервами, не смогла взять Анкару и в порядке отошла назад за Сакарью. Фронт застыл на год.
Не разрешив вопрос с безопасностью греческого населения, правительство монархистов не решалось оставить Малую Азию, удерживая протяжённую линию фронта, для удержания которого у него не было достаточно сил.
Фронт был прерван через год, в 1922 году.
Правление монархистов привело к поражению армии в Малой Азии в августе 1922 года и к Резне в Смирне и Малоазийской катастрофе.
Малоазийская катастрофа вызвала антимонархистское восстание армии в сентябре 1922 года.
Константин был низложен. В октябре чрезвычайный трибунал приговорил к смерти монархистов премьер-министра Димитриоса Гунариса, четверых его министров и командующего Хадзианестиса:359.
Наполеон Сотилис, генерал монархист, был отправлен в отставку 17 декабря 1922 года.
Генерал-лейтенант Сотилис умер в 1953 году.
Несмотря на то что он прожил долгую жизнь, не располагаем данными о его жизни в последующие после его отставки три десятилетия его жизни.